# Volta a Llombardia 1951
La Volta a Llombardia 1951 fou la 45a edició de la Volta a Llombardia. Aquesta cursa ciclista organitzada per La Gazzetta dello Sport es va disputar el 21 d'octubre de 1951 amb sortida i arribada a Milà després d'un recorregut de 226 km.
El francès Louison Bobet (Stella-Dunlop) s'emporta la prova per davant dels italians Giuseppe Minardi (Legnano) i Fausto Coppi (Bianchi-Pirelli). Bobet és el primer corredor no italià en guanyar la cursa des que ho va fer el seu compatriota Henri Pélissier el 1920.

## Classificació general
|    | Ciclista               | Equip           | Temps      |
| -- | ---------------------- | --------------- | ---------- |
| 1  | Louison Bobet (FRA)    | Stella-Dunlop   | 5h 51' 03" |
| 2  | Giuseppe Minardi (ITA) | Legnano         | m. t.      |
| 3  | Fausto Coppi (ITA)     | Bianchi-Pirelli | m. t.      |
| 4  | Renzo Soldani (ITA)    | Legnano         | m. t.      |
| 5  | Pasquale Fornara (ITA) | Legnano         | m. t.      |
| 6  | Angelo Conterno (ITA)  | Taurea          | m. t.      |
| 7  | Giancarlo Astrua (ITA) | Atala           | m. t.      |
| 8  | Primo Volpi (ITA)      | Bartali         | m. t.      |
| 9  | Giorgio Albani (ITA)   | Legnano         | + 2' 26"   |
| 10 | Arrigo Padovan (ITA)   | Lygie           | m. t.      |